# Vintersæd
Vintersæd betegner de kornarter, der sås i efteråret for at modnes og høstes den påfølgende sommer. Botanisk benævnes disse overvintrende enårige. I Danmark er det hovedsagelig rug og hvede (vinter-rug og vinter-hvede), der dyrkes som vintersæd, i ringe udstrækning også byg (vinter-byg), men aldrig havre. I Norge kan kun rug og hvede dyrkes som vintersæd. I Vesteuropa dyrkes vinter-byg i betydelig udstrækning. 